# گیلبردایک
گیلبردایک (به انگلیسی: Gilberdyke) یک روستا و محله مدنی در بریتانیا است که در East Riding of Yorkshire واقع شده‌است. گیلبردایک ۳٬۴۳۰ نفر جمعیت دارد.